# Grace Oladunni Taylor
Pour les articles homonymes, voir Taylor.
Grace Oladunni Taylor (aussi connue sous le nom de Grace Oladunni Lucia Olaniyan-Taylor), née en 1937, est une biochimiste de l'université d'Ibadan, au Nigéria. Elle est la deuxième femme à avoir été intronisée à l'Académie nigériane des sciences et l’une des scientifiques ayant reçu les premiers prix L'Oréal-UNESCO pour les femmes et la science décernés.

## Biographie
Grace Oladunni Lucia Olaniyan est née le 24 avril 1937 à Efon Alaaye, dans l'État d'Ekiti, au Nigeria, de Elizabeth (née Olatoun) et Raw Olaniyan. Entre 1952 et 1956, elle est étudiante à Ede dans l'État d'Osun. Elle commence ses études supérieures en 1957 au Collège nigérian de Arts et des Sciences à Enugu en 1959 puis dans un établissement d'Ibadan (aujourd'hui intégré à l'université d'Ibadan). Diplômée en 1962 en chimie, elle entame une activité professionnelle immédiatement dans une station de recherche agricole régionale.
En 1963, elle est embauchée comme assistante de recherche au Département de biochimie clinique à l'université d'Ibadan, ce qui lui permet de poursuivre des études en parallèle. Elle obtient son doctorat en biochimie clinique en 1969.
Dans les années 1970 et 1980, elle exerce comme chercheur et enseignante dans différents centres universitaires au Nigéria (où elle gravit progressivement les échelons), à Seattle aux États-Unis, à Kingston en Jamaïque et à Port-d'Espagne en Trinité-et-Tobago. En 1979, elle épouse aussi le professeur Ajibola Taylor. En 1990, elle est embauchée comme professeur agrégé à l'école de médecine de l'université du Zimbabwe, à Harare, et y enseigne. En 1991, elle revient à l'université d'Ibadan, où, de 1991 à 1994, elle est chef du département de biochimie clinique et sert en tant que Consultant honoraire à l’hôpital universitaire d’Ibadan. Elle prend sa retraite en 2004, mais continue à donner des conférences à Ibadan dans le Département de biochimie clinique.
Biochimiste, elle est spécialiste du métabolisme des lipides. Ses recherches ont permis des avancées dans la compréhension des mécanismes et les facteurs de risque des maladies cardio-vasculaires en fonction de l'origine ethnique et du mode de vie (régime alimentaire, exercice physique, etc.) des personnes concernées.
Elle reçoit de nombreuses distinctions pour les résultats de ses recherches. Elle est intronisée à l'Académie des sciences du Nigeria en 1997, la deuxième femme à être ainsi honorée comme membre titulaire de l’Académie . Elle devient la première femme scientifique africaine à recevoir le prix L'Oréal-UNESCO pour les femmes et la science en 1998.

## Principales publications
- (en) Grace Oladunni Taylor et Afolabi E. Bamgboye, « Serum cholesterol and diseases in Nigerians », The American Journal of Clinical Nutrition, vol. 32,‎ décembre 1979, p. 2540–2545 (lire en ligne).
- (en) Grace Oladunni Taylor, Olu Emmanuel Agbedana. et A. O. K. Johnson, « High-density-lipoprotein-cholesterol in protein–energy malnutrition », British Journal of Nutrition, vol. 47, no 3,‎ mai 1982, p. 489–494 (DOI 10.1079/BJN19820061, lire en ligne).
- (en) Grace Oladunni Taylor, Joseph Eberendu Ahaneku et Olu Emmanuel Agbedana, « Relationship between body mass index (BMI) and changes in plasma total and HDL-cholesterol levels during treatment of hypertension in African patients », Acta Medica Okayama, vol. 49, no 5,‎ octobre 1995 (ISSN 0386-300X, lire en ligne).
- (en) Grace Oladunni Taylor, Bose E. Orimadegun, John I. Anetor, Deborah A. Adedapo, Jude A. Onuegbu et Japhet M. Olisekodiaka, « Increased serum iron associated with coronary heart disease among Nigerian adults », Pakistan Journal of Medical Sciences, vol. 23, no 4,‎ juillet–septembre 2007, p. 518–522 (ISSN 1681-715X, lire en ligne).
- (en) Grace Oladunni Taylor, Maria Onomhaguan Ebesunun, Emmanuel Oluyemi Agbedana et Olulola O. Oladapo, « Variations in plasma lipids and lipoproteins among cardiovascular disease patients in South-western Nigerians », Biokemistri (Nigerian Society for Experimental Biology), vol. 25, no 2,‎ septembre–décembre 2013 (ISSN 0795-8080).

### Article utilisé pour la rédaction
- (en) Cet article est partiellement ou en totalité issu de l’article de Wikipédia en anglais intitulé « Grace Oladunni Taylor » (voir la liste des auteurs).

### Webographie
- (en) « Biography of Grace Oladuni Taylor », sur African Success, 2008.
- (en) « Emeritus Professor G. Oladunni Olaniyan-Taylor, FAS », sur accnnigeria.org, Association of Clinical Chemists of Nigeria.
- (en) « 2014 Annual Report/ Year Book », The Nigerian Academy of Science, janvier 2015, p. 27.